# Α-Synuclein

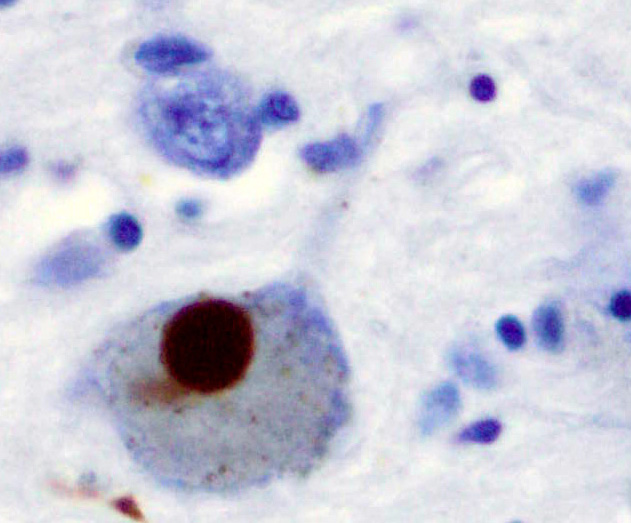
α-Synuclein-Färbung eines Lewy-Körperchens in der Substantia nigra bei Parkinson-Erkrankung.

α-Synuclein (auch α-Synuklein, SNCA) ist ein kleines, lösliches Protein im Gehirn von Wirbeltieren, das unter anderem die Dopamin-Ausschüttung reguliert. Es ist in der Lage, Membrankanäle zu bilden und ist daher ein Transportprotein. Mutationen im SNCA-Gen sind verantwortlich für Synucleinopathien, wie die erblichen Formen 1 und 4 der Parkinson-Krankheit und der Lewy-Körperchen-Demenz.

## Funktion
Wie der Name impliziert, wurde SNCA initial als synaptisches und nukleäres Protein identifiziert.
Trotz intensiver Studien ist die genaue Rolle von SNCA noch nicht klar definiert: Es gibt Anzeichen dafür, dass SNCA bei der Aufrechterhaltung des synaptischen Vesikel-Pools eine Rolle spielt und die Dopaminfreisetzung moduliert, aber SNCA-knockout-Mäuse haben keinen offensichtlichen Phänotyp.

## Primärstruktur
Die Primärstruktur von α-Synuclein wird in drei verschiedene Domänen unterteilt:
- Aminosäuren 1–60: Das charakteristische dieses N-terminalen, amphipathischen Abschnitts ist eine Sequenz von elf Aminosäuren, welche vier Mal wiederholt wird. Diesen Abschnitten ist gemein, dass sie jeweils die Konsensussequenz KTKEGV besitzen. Die resultierende Sekundärstruktur dieser Sequenz ist eine α-Helix, sie ähnelt Domänen, die an Apolipoproteine binden.
- Aminosäuren 61–95: Dieser Abschnitt ist hydrophob und besitzt die sogenannte non-amyloid-β component (NAC) Region, welche in die Proteinaggregation involviert ist. Zusätzlich sind drei weitere KTKEGV-Wiederholungen zu finden.
- Aminosäuren 96–140: In diesem Abschnitt sind viele Aminosäuren mit saurem Rest aber auch Prolin zu finden. Dieser C-terminale Abschnitt zeigt keine Tendenz eine bestimmte Sekundärstruktur zu bilden.

## Pathologie
α-Synuclein wurde im menschlichen Gehirn als Vorstufe des nicht-Amyloid-β-Proteins identifiziert. Wissenschaftler des US-amerikanischen National Human Genome Research Institute (NHGRI) an den National Institutes of Health (NIH) in Bethesda, Maryland haben 1997 herausgefunden, dass es an mehreren pathogenen Prozessen bei neurodegenerativen Erkrankungen wie zum Beispiel dem Morbus Parkinson beteiligt ist. So wurde in den für letztere typischen Lewy-Körperchen eine positive Immunreaktion für Antikörper gegen α-Synuclein gefunden. Diesem Protein wird eine toxische Wirkung auf bestimmte Nervenzellen, vor allem aber auf dopaminerge Neurone der Substantia nigra zugeschrieben, in denen es in Form von Protofibrillen als Mitverursacher oxidativen Stresses und daraus resultierenden neuronalen Zelltodes angesehen wird. Auch eine Bedeutung der α-Synucleine bei der Entstehung von Prionkrankheiten oder der Alzheimerschen Krankheit wird diskutiert.
Die Gruppe neurodegenerativer Erkrankungen, bei denen es zu einer pathologischen Akkumulation von α-Synuclein im zentralen Nervensystem kommt, bezeichnet man als Synucleinopathien.
Die Wiener Firma AFFiRiS AG führt seit dem 5. Juni 2012 eine klinische Studie mit dem gegen α-Synuclein gerichteten Wirkstoff PD01A durch mit dem Ziel, einen Impfstoff gegen die Parkinsonsche Erkrankung zu entwickeln. Durch die Impfung soll das Immunsystem angeregt werden, Antikörper gegen α-Synuclein zu bilden.